# Södra korsets orden

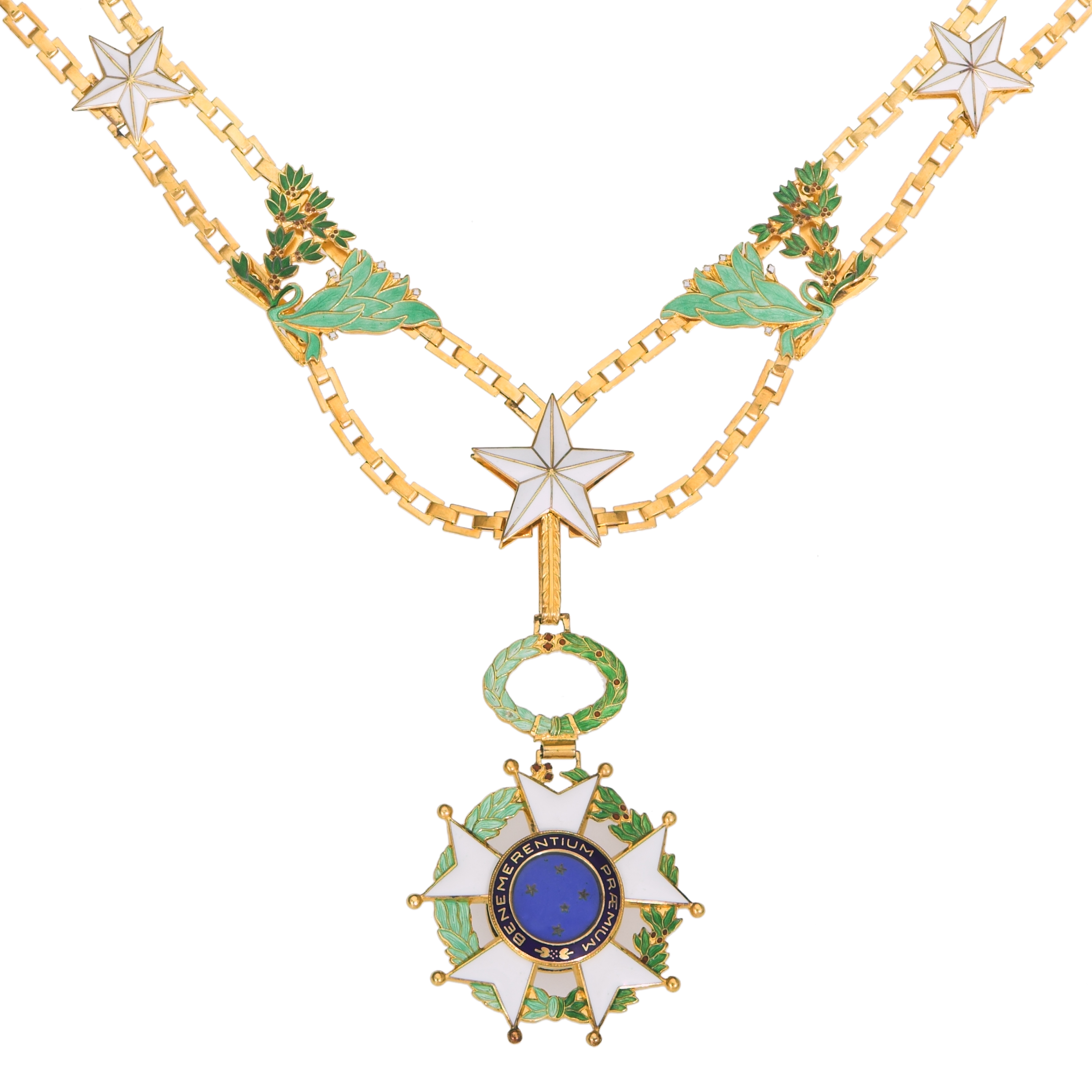
Storkedja av Södra korsets orden.

Södra korsets orden (portugisiska: Ordem Nacional do Cruzeiro do Sul), är en brasiliansk orden instiftad den 1 december 1822 av kejsar Peter I. Denna orden var avsett att fira minnet av Brasiliens självständighet och kröningen av Peter I. Namnet kommer från landets geografiska läge under stjärnbilden Södra korset och även till minne av namnet - Terra de Santa Cruz - som gavs till Brasilien vid tidpunkten för dess upptäckt.
Orden undertrycktes efter utropandet av den brasilianska republiken  av en bestämmelse i konstitutionen den 24 februari 1891 som avskaffade alla adelstitlar och alla kejserliga ordnar och dekorationer. Den återinstiftades senare av Getúlio Vargas regering den 5 december 1932.
Orden är indelad i sex klasser:
- storkedja
- storkors
- storofficer
- kommendör
- officer
- riddare